# Maladera allemandi
Maladera allemandi är en skalbaggsart som beskrevs av Keith 1998. Maladera allemandi ingår i släktet Maladera och familjen Melolonthidae. Inga underarter finns listade i Catalogue of Life.